# Marina Baričević
Marina Baričević (Zagreb, 31. prosinca 1941.) hrvatska likovna kritičarka, povjesničarka umjetnosti, novinarka i publicistica.
Rođena je u staroj građanskoj obitelji. 
Svoje mladenačke dane opisala je u knjizi „Priče iz kredenca“. Majka Aleksandra Sanja rođ. Lazarević, doktorica etnologije i antropologije, bila je voditeljica Izvaneuropske zbirke Etnografskog muzeja u Zagrebu, specijaliziravši se osobito za braću Seljan i Dragutina Lermana. Baka po majci, Katarina Lazarević, završila je ruski licej za bogate i dobrostojeće djevojke na Cetinju.
Djed po ocu Franjo bio je veleindustrijalac, vlasnik Pilane u Vrbovskom i tvornice tuba „Franjo Baričević i sinovi“. O dobrostojećem statusu obitelji govorili su, među ostalim, gravirani monogrami na porculanskim tanjurima. Nakon Drugog svjetskog rata, sve je to oduzeto.
Na Filozofskom fakultetu u Zagrebu, Marina Baričević je diplomirala 1968. godine, komparativnu književnost. Kao apsolventica polazila je „Vjesnikovu“ školu novinarstva, a od 1969. radi na Hrvatskome radiju (Radio Zagreb).

## “Govorimo o likovnoj kulturi“
Od 1970. do 1991. radi na Hrvatskome radiju, te uređuje emisiju „Govorimo o likovnoj kulturi“ (danas „Kretanje točke“). 
Poznati likovni kritičar prof. dr. Ive Šimat Banov o tome je napisao: „…nakon izvještaja i političkih tamburanja, nakon ubojstava i pokolja ili vijesti o pljačkama dolazile su njezine minjature u kojima ste osjećali dostojanstvo umjetničkog zvanja. U okvirima radijske emisije sastavljene od svega i svačega stvarao se mali okvir pun poštovanja prema ljudima i fenomenima koji su mislili na vječnost.“
Nekoliko godina je bila i urednica kulturnog magazina Hrvatske na Sjevernonjemačkom radiju.

## Spiritus movenshrvatske keramičke umjetnosti
Godine 1973., u danas skoro zaboravljenom listu za likovnu kulturu „L L“ izlazi njezin prvi tekst o umjetnosti keramike – prikaz izložbe Keramičke sekcije ULUPUH-a. 
Taj se tekst uskoro pokazao dvostruko znakovitim, jer će upravo s jedne strane pisanje o keramici, a s druge angažman u ULUPUH-u koji je izdao niz njezinih monografija umjetnika keramičara (Stella Skopal, 1978.; Ivan Švertasek, 1981.; Stella Skopal 2009.; Blanka Dužanec, 2013.), i kojem je ona bila prva žena predsjednik (1983. – 1985.), te koji joj je 2011. dodijelio Nagradu za životno djelo, gotovo u cijelosti obilježiti sljedeća četiri i pol desetljaće doista neumornoga pregalaštva Marine Baričević.
U tom razdoblju Marina Baričević je bila ne samo autentični kritički promatrač, nego i sudionik, štoviše: spiritus movens brojnih likovnih događanja na području hrvatske keramičke umjetnosti, i to upravo u vrijeme njezina najvećeg kvantitativnog zamaha i najviših kvalitativnih dosega, tijekom sedamdesetih i osamdesetih godina prošlog stoljeća. 
Kritičarski pomno prateći većinu autora o kojima je pisala, družeći se s mnogima, pišući kataloške predgovore (150), kritike (100), monografije (20), povijesne preglede, enciklopedijske leksikografske jedinice, scenarije za dokumentarne filmove (8), organizirajući samostalne, skupne, retrospektivne i problematske izložbe, putujući po svim meridijanima (45 zemalja), kako bi se upoznala ne samo s recentnom, nego i povijesno-baštinskom keramičkom umjetnošću, Marina Baričević je keramičku umjetnost doslovce živjela, i to ne godinama, već gotovo pola stoljeća.
Stoga njezine kapitalne monografije „Moderna keramika u Hrvatskoj“ (Zagreb 1986. i 1996.) i „Izbor kritičarke: Keramika i staklo 1950. – 1999.“ (Zagreb, 2016.), imaju značaj ne samo primarnih izvora, nego i izvornih znanstvenih studija, i to u domeni u kojoj takva sintezna djela ne samo u Hrvatskoj, nego i mnogo šire, prije nje nisu postojala.
Stoga i ne čudi što je još 1990. izabrana je za članicu Međunarodne akademije za keramiku (AIC), sa sjedištem u Genevi.

## Ravnateljica „Fundacije Meštrović“
Godine 1991. Vlada RH imenovala ju je Ravnateljicom Fundacije Ivana Meštrovića, ključne figure hrvatske umjetnosti 20. st., i – vjerojatno sudbinski - autora prve monumentalne keramičke javne plastike u Hrvatskoj – reljefa „Seljaci“, postavljenog 1907. na Kući Popović arhitekata Baranyaia i Benedikta na glavnom zagrebačkome trgu.
Nakon što je 1994. otkrila ozbiljne malverzacije u Fundaciji („izvoz“ Meštrovićevih skulptura iz Splita u Argentinu), na traženje Marice Meštrović predsjednik RH Franjo Tuđman osobno ju je razriješio dužnosti Ravnateljice, arogantno time najavljujući sudbinu svih onih koji će se „drznuti“ ukazati na kriminal tijekom njegova režima, tzv. zviždača, među kojima je Marina Baričević bila prva. 
Kasnije su navedeni događaji oko Fundacije dobili i sudski epilog u formi tužbe Marice Meštrović protiv prof. dr. Zvonka Makovića, koji je objavio nekoliko članaka o toj temi. Sud je presudio u Makovićevu korist.

## Kritičarka sa svojstvima
Nakon što ju je režim kaznio radi njezine borbe za povjerenu joj baštinu, Marina Baričević se – usprkos svom renomeu i bogatom stručnom iskustvu - našla na cesti. 
Tek 1996. dobila je posao stalne vanjske suradnice – likovne kritičarke riječkog „Novog lista“, koji je time, „dijelom i poradi nje podigao svoj ugled“ (Ive šimat Banov). U svojim tekstovima koje su iskreno iščekivali mnogi: kako stručnjaci i intelektualci, tako i nepretenciozni ljubitelji umjetnosti – uspijevala je s lakoćom spojiti stručni i popularni diskurs, te pronicljivo i jednostavno, bez bolećljivih kunsthistoričarskih mistifikacija, izravno prodrijeti do biti stvari. 
Ta ju je njezina iskrenost u više navrata skupo koštala, zadnji put 2015. kada je ULUPUH odbio izdati njezinu monografiju o Sekciji za keramiku, porculan i staklo, koju je pisala 8 mjeseci, a neizravno zapravo cijeli život. Predsjednica ULUPUH-a Ivana Bakal raskinula je s autoricom ugovor, jer je Baričevićeva odbila da joj povrijeđene taštine keramičarki - hobistica, koje su se umjetnošću počele baviti kada su već duboko zagazile u treću životnu dob, određuju što će ona u svojoj knjizi o njima pisati, a što ne.
U nadahnutom osvrtu na njezinu zbirku kritika „Sretni baštinici“ (2001.), kojeg je naslovio „O kritičaru sa svojstvima“, prof. dr. Ive Šimat Banov je bolno iskreno priznao: “Provesti ugodan život hvaleći sve i sva, savijati leđa, kimati glavom, imati svoju obitelj ili svoje zaštitničko gnijezdo ili pak navijati za svoju momčad – to je lako. Hvaliti sve uokolo ili u svojoj nepotkupljivosti ostati prokleto i sretno osamljen, to nije dilema Marine Baričević. Ona zna da je samoća i najteža, ali i najslađa. Ona se — Bogu hvala — nasrkala te bolne ugode i u svojim najtežim bitkama dovodila je u pitanje ono što svi čuvaju — svoju elementarnu egzistenciju ili, eufemistički rečeno, svoje radno mjesto (koje, uostalom, nikada nije shvatila statički nego dinamički; ne kao uhljebljenje nego kao volju i akciju).“
Za „Novi list“ pisala je do 2006., a od 2006. do 2008. piše za „Feral Tribune“, no broj njezinih povremenih priloga u raznim novinama i časopisima (Vjesnik, Dometi, Žena, Oko, Radost, Cicero, Hvarski zbornik, Bulletin JAZU, Dubrovački horizonti i dr.) teško je točno ustanoviti.

## Osnovna bibliografija (monografije):
- Stella Skopal; Zagreb, 1978.
- Ivan Švertasek, Zagreb, 1981.
- Povijest moderne keramike u Hrvatskoj / History of Modern Ceramics in Croatia, Zagreb, 1986.
- Kamilo Tompa, Zagreb, 1990.
- Velibor Mačukatin, Bol, 1993.
- Marijan Jakubin, Đurđevac, 1994.
- Suvremena keramika u Hrvatskoj / Contemporary Ceramics in Croatia, Zagreb, 1994.
- Povijest moderne keramike u Hrvatskoj / History of Modern Ceramics in Croatia, 2. prošireno izdanje, Zagreb, 1996.
- Zvonko Butković - keramika, Zagreb, 1997.
- Hinko Gudac, Zagreb, 1997.
- Vjekoslav Vojo Radojičić, Makarska, 1999.
- (s Andrianom Škunca i Ivom Šimatom Banovom) Vesna Prica, Zagreb, 1999.
- Sretni baštinici – Izbor kritika, Zagreb, 2001.
- Umjetnici kritičarki – Pisma 1970. – 2004., Rijeka, 2004.
- Zrcalna slika – Opatija u djelima likovnih umjetnika, Opatija, 2005.
- Vlasta Jarnjak, Sisak, 2006.
- Mediteranska fascinacija – Makarsko primorje kao inspiracija u likovnoj umjetnosti, Makarska, 2007.
- Branka Frangeš Hegedušić, Zagreb, 2007.
- (s Darkom Schneiderom i Majom Juras) Rudolf Sablić, Zagreb, 2009.
- Emil Benčić: Od znatiželje do iskustva, Zagreb, 2009.
- Stella Skopal, Zagreb, 2009.
- Rudolf Matutinović, Zagreb, 2010.
- Vladimir Herljavić, Zagreb, 2010.
- Blanka Dužanec, Zagreb, 2013.
- Izbor kritičarke – Keramika i staklo 1950-1999., Zagreb, 2016.
- Priče iz kredenca, Zagreb, 2016.
- Ljubomir Videka, Makarska, 2017.
- Lica bez sjene – Umjetnički ateljei, Zagreb, 2018.
- Fusnote života ili biografija vremena, Zagreb, 2020.
- (sa Sandrom Morović, dr. med.) Jedno lice Parkinsonove bolesti, 2020.
- Krhotine govore - keramika stradala u potresu, Zagreb, 2021.

## Predgovori grafičkim mapama
- Željko Hegedušić – Dalibor Parać – Ivo Šebalj, Naklada Zadro, Zagreb, 1995.
- Zlatko Prica, Naklada Zadro, Zagreb, 1997.
- Vjekoslav Vojo Radoičić: Brodski dnevnik – vapori, matrikule, porti i škoji, Rijeka, 1998.
- Maja S. Franković: Obrazine, Rijeka, 2001.
- Mlade hrvatske grafičarke, Kabinet grafike HAZU, Zagreb, 2002.

## Autorstva izložbi u Hrvatskoj (najuži izbor)
- Keramika Zsolnay, MGC Gradec, Zagreb,  27. 4 - 4. 6. 1989. (predgovor kataloga)
- Klema Švarc – Požgaj / Karikature, Galerija židovske općine, Zagreb, 15. – 29. 10. 1995.
- Stella Skopal / Građa za monografiju, Galerija židovske općine, Zagreb, 18. – 30. 6. 2000.
- Hommage a Zlatko Prica, Muzej Mimara, Zagreb, 26. 6. – 26. 7. 2001. (tekstovi: Marina Baričević, Margita Sveštarov Šimat, Ive Šimat Banov)
- Josip Restak, Galerija Klovićevi dvori, Zagreb, listopad-studeni 2003.
- Daniel Butala, Gradski muzej Karlovac, 23. 5. – 13. 6. 2007.

## Autorstva izložbi u inozemstvu (izbor)
- Ceramica Contemporanea de Croatia, Barcelona, Španjolska, 1986.
- Umjetnički nakit iz Jugoslavije, Mannheim, Njemačka, 1990.
- Ceramica Contemporanea da Croatia, Lisabon, Portugal, 1995.
- Ljubica Ratkajec Kočica / Keramika, Rogaška, Slovenija, 1995.
- Recentna hrvatska keramika, Labin, Hrvatska – New York, Sjedinjene Američke Države, 2004., 2006.
- Ex-tempore, Piran, Slovenija, 2005.
- Grapheion – 5. međunarodni triennale grafike, Prag, Češka, 2007. (tekst u katalogu)

## Autorica scenarija za dokumentarne i TV filmove o hrvatskim umjetnicima
- Ljerki Njerš
- Dušku Šiblu, 2003.
- Andrei Bassi
- Nataši Cetinić, 2004.
- Vjekoslavu Voji Radojičiću, 2007.
- Zlatku Čularu
- Branki Frangeš Hegedušić
- Josipu Diminiću, 2009.

## Galerija
- Povijest moderne keramike u Hrvatskoj, 1. izdanje, 1986.
- Suvremena keramika u Hrvatskoj, 1994.
- Umjetnici kritičarki - Pisma 1970.-2004., 2004.
- Zrcalna slika - Opatija u djelima likovnih umjetnika, 2005.
- Vlasta Jarnjak, 2006.
- Monografija o Stelli Skopal, 2009.
- Monografija o Blanki Dužanec, 2013.
- Izbor kritičarke: Keramika i staklo 1950-1999., 2016.
- Priče iz kredenca, 2016.
- Lica bez sjene - umjetnički ateljei, 2018.
- Jedno lice Parkinsonove bolesti, 2020.
- Krhotine govore - Keramika stradala u potresu, 2021.